# Cristeroupproret

Cristero-rörelsens flagga. ¡Viva Cristo Rey! ¡Viva la Virgen de Guadalupe! var rörelsens motto.

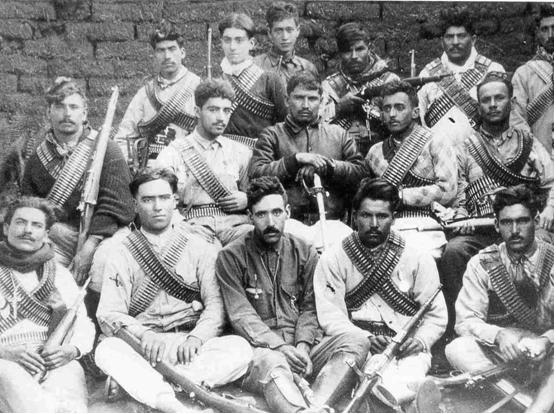
Beväpnade cristeros, 1928.

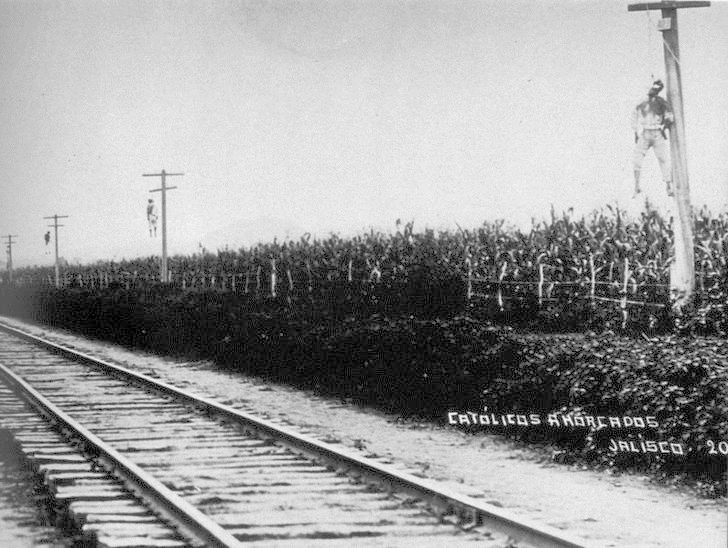
Avrättade cristeros, 1927.

Cristeroupproret eller Cristerokriget var ett upprorskrig 1926 till 1929, som ägde rum i Mexiko. Upproret var ett svar på Mexikanska revolutionen. Anledningen var förföljelserna som den meхikanska staten, de urbana eliterna och egendomsägarna riktade mot bondeklassen och den katolska tron. Namnet Cristero kommer av Kristus, som upprorsmännen ansåg sig strida för. Deras stridsrop åkallade Kristus Konungen och Vår Fru av Guadalupe.

## Bakgrund
1917 antogs förändringar i Mexikos författning (Constitución Política de los Estados Unidos Mexicanos que reforma la del 5 de febrero de 1857) som gjorde den med sekulär, från att ha varit relativt kristendomsvänlig. Konstitutionen förbjöd nureligiösa ordnar, förbjöd religiös verksamhet utanför religiösa byggnader (som regeringen hade konfiskerat) och begränsade prästerskapets verksamhet, samt skiljde kyrka och stat. Många av lagens stadganden upprätthölls inte, eller bara selektivt. President var vid denna tidpunkt Venustiano Carranza, som dock störtades i en statskupp av Álvaro Obregón. När så Plutarco Elías Calles valdes som president 1924, började myndigheterna följa lagens bokstav och prästerskapet förbjöds att kritisera regeringen offentligt.
Dessutom infördes under 1920-talet jordreformer, som drabbade många bönder genom att kyrkojord som brukats av småbönder konfiskerades av staten och såldes till rika stadsbor.

## Upproret
Detta fick den katolska befolkningen att försöka ändra politiken. De organiserade sig såväl politiskt som kulturellt. Folket började bojkotta regeringen och vägrade medverka i deras åtgärder; kyrkan slutade även hålla mässa. Biskoparna manade tillsammans med påven Pius XI på de troende. Så höll det på till 1926 då dessa åtgärder blev för kostsamma för de inblandade. I augusti samma år började dock beväpnade grupper skjuta mot polis och gendarmeri. Vid ett tillfälle tog dessa sin tillflykt till en kyrka, som dock stormades med många döda som följd. Myndigheterna försökte aktivt hitta de protesterande, vilket fick fler att ansluta sig till dem. René Capistrán Garza blev en av upprorsledarna. Hans manifest av 1 januari 1927, A la Nación ("Till nationen"), deklarerade att nu var det formellt uppror. 
Detta var upprorsmännens stridsrop. De hade initiala framgångar men saknade militär utbildning och förmåga. Exempelvis 23 februari 1927, så besegrade de i San Francisco del Rincón regeringens trupper. 1928 var de upp emot 10 000 man starka (även kvinnor deltog). Vid ett arméuppror försökte de vinna en avgörande seger, vilket misslyckades. Den amerikanska Ku Klux Klan stödde den meхikanska regeringens kamp ekonomiskt.
I detta läge började de båda parterna förhandla. I slutet av juni 1929 nåddes en uppgörelse. Regeringen vann stora delar av den, men inte alla delar. Exempelvis lovades amnesti, men 500 Cristero-ledare och 5 000 anhängare dödades efter krigets slut. Före kriget fanns det 4 500 präster som tjänade folket, men efter kriget var det bara 334 kvar. De övriga hade antingen tvingats i landsflykt, fördrivits eller mördats. 1935 fanns det i 17 delstater inga präster alls.

## Internationella aspekter
I USA samlade Columbus riddare in pengar till stöd för Cristeros och försökte förmå den amerikanska regeringen att diplomatiskt intervernera. Ku Klux Klan å sin sida samlade in pengar till stöd för den mexikanska regeringsarmén.

## Martyrersomhelgonförklaradesi Rom 2000
- Cristóbal Magallanes Jara (Christophorus Magallan) (född 30 juli 1869, död 21 maj 1927), katolsk präst[7]
- Román Adame Rosales (Romanus Adam) (född 13 mars 1875, död 28 oktober 1927), katolsk präst[8]
- Rodrigo Aguilar Aleman (Rodericus Aguilar) (född 27 februari 1859, död 21 april 1927), katolsk präst[9]
- Julio Álvarez Mendoza (Julius Álvarez Mendoza) (född 20 december 1866, död 30 mars 1927), katolsk präst[10]
- Luis Batis Sáinz (Aloysius Batis Sáinz) (född 13 september 1870, död 15 augusti 1926), katolsk präst[11]
- Agustín Cortés Caloca (Augustinus Caloca) (född 5 maj 1898, död 25 maj 1927), katolsk präst[12]
- Mateo Correa Megallanes (Matthäus Correa) (född 23 juli 1866, död februari 1927), katolsk präst[13]
- Atilano Cruz Alvarado (född 5 oktober 1901, död 1 juli 1928), katolsk präst[14]
- Miguel de la Mora de la Mora (född 19 juni 1878, död 7 augusti 1927), katolsk präst[15]
- Pedro Ramírez Esqueda (född 29 april 1887, död 22 november 1927), katolsk präst och skolgrundare[16]
- Margarito Flores García (Joseph Isabel Flores) (född 22 april 1899, död 12 november 1927), katolsk präst[17]
- José Isabel Flores Varela (Joseph Isabel Flores) (född 28 november 1866, död 21 juni 1927), katolsk präst[18]
- David Galván Bermudes (född 29 januari 1881, död 30 januari 1915), katolsk präst och lektor vid seminariet i Guadalajara[19]
- Salvador Lara Puente (född 13 augusti 1905, död 12 november 1927), lekman, medlem av Acción Católica de la Juventud Mexicana, kusin till David Roldán Lara och avrättad tillsammans med honom[20]
- Petrus Maldonado (Pedro de Jesús Maldonado Lucero) (född 15 juni 1892, död 11 februari 1927), katolsk präst och kyrkoherde i Chihuahua[21]
- Jesús Méndez Montoya (född 10 juni 1880, död 5 februari 1928), katolsk präst och kyrkoherde i Valtierrilla, Guanajuato[22]
- Manuel Morales (född 8 februari 1898, död 15 augusti 1926), lekman, medlem av Acción Católica de la Juventud Mexicana, ordförande i Liga Nacional para la Defensa de la Libertad Religiosa och avrättad tillsammans med Luis Batis Sáinz när han försökte rädda honom[23]
- Justino Orona Madrigal (Justinus Orona) (född 14 april 1877, död 1 juli 1928), katolsk präst och grundare av Congregación religiosa de las Hermanas Clarisas del Sagrado Corazón (Klarissorna av Jesu Hjärta)[24]
- Sabas Reyes Salazar (född 5 december 1883, död 13 april 1927), katolsk präst[25]
- José María Robles Hurtado (Joseph Maria Robles) (född 3 maj 1888, död 26 juni 1927) katolsk präst och grundare av Hermanas del Corazón de Jesús Sacramentado[26]
- David Roldán Lara (möjligen född 2 mars 1902, död 15 augusti 1926), lekman och senare 1925 ordförande för Acción Católica de la Juventud Mexicana samt kusin till Salvador Lara Puente och avrättad tillsammans med honom[27]
- Toribio Romo González (född 16 april 1900, död 25 februari 1928), katolsk präst[28]
- Jenaro Sánchez Delgadillo (född 19 september 1886, död 17 januari 1927), katolsk präst[29]
- Tranquilino Ubiarco Robles (född 8 juli 1899, död 5 oktober 1928), katolsk präst[30]
- David Uribe Velasco (född 29 december 1889, död 12 april 1927), katolsk präst[31]